# Djalminha
Djalminha, pseudonimo di Djalma Feitosa Dias (San Paolo del Brasile, 9 dicembre 1970), è un ex calciatore brasiliano, di ruolo centrocampista.
Famoso per le sue doti tecniche superiori alla media, e anche per il suo carattere irrequieto, fu un calciatore del Flamengo e del Deportivo La Coruna, con il quale ha conseguito la conquista del campionato spagnolo nel 2000.

## Caratteristiche tecniche
Djalminha era un calciatore in possesso di una grande tecnica individuale. Dotato di buonissime capacità nel dribbling, il suo gesto tecnico più famoso rimane senza dubbio la bicicletta, in particolare quella avanzata, che eseguì con efficacia in una partita contro il Real Madrid.

## Carriera

### Club
Figlio dell'ex calciatore Djalma Dias, è nato a Santos, San Paolo del Brasile, quando il padre militava nel Santos. Ha iniziato la sua carriera tra le file del Flamengo, club con sede a Rio de Janeiro. Nel 1993 approda nel Guarani, per poi nel 1996 militare tra le file del Palmeiras, dove ricevette la Bola de Ouro, ovvero il Pallone d'oro brasiliano.
Dopo una breve avventura giapponese con il Shimizu, nel luglio del 1997, entra a far parte del Deportivo La Coruña, squadra militante nella Primera Division. L'avventura nella penisola iberica comincia nel migliore dei modi: Djalminha segna nelle prime tre stagioni 26 gol in 87 presenze in campionato, dando così un grande contribuito nella conquista della Liga avvenuta nel 2000.
Nel 2002 passa in prestito al club viennese dell'Austria Vienna, squadra della Bundesliga. Dopo appena 11 presenze con il Deportivo nella stagione 2003-04, Djalminha conclude la sua carriera con il Club América, ritirandosi così a 34 anni.

### Nazionale
A causa del suo carattere irrequieto, scese in campo solamente 14 volte con la nazionale, segnando 5 reti. Ha fatto parte della squadra vincitrice della Copa América nel 1997. In seguito non venne convocato da Luiz Felipe Scolari per il campionato mondiale di calcio 2002 poiché giorni prima dell'annuncio della squadra debuttante diede una testata all'allenatore del Deportivo, Javier Irureta, perdendo così il posto e venendo sostituito da Kaká.

## Statistiche

### Cronologia presenze e reti in nazionale
| Cronologia completa delle presenze e delle reti in nazionale ― Brasile | Cronologia completa delle presenze e delle reti in nazionale ― Brasile | Cronologia completa delle presenze e delle reti in nazionale ― Brasile | Cronologia completa delle presenze e delle reti in nazionale ― Brasile | Cronologia completa delle presenze e delle reti in nazionale ― Brasile | Cronologia completa delle presenze e delle reti in nazionale ― Brasile | Cronologia completa delle presenze e delle reti in nazionale ― Brasile | Cronologia completa delle presenze e delle reti in nazionale ― Brasile |
| Data                                                                   | Città                                                                  | In casa                                                                | Risultato                                                              | Ospiti                                                                 | Competizione                                                           | Reti                                                                   | Note                                                                   |
| ---------------------------------------------------------------------- | ---------------------------------------------------------------------- | ---------------------------------------------------------------------- | ---------------------------------------------------------------------- | ---------------------------------------------------------------------- | ---------------------------------------------------------------------- | ---------------------------------------------------------------------- | ---------------------------------------------------------------------- |
| 16-10-1996                                                             | Teresina                                                               | Brasile                                                                | 3 – 1                                                                  | Lituania                                                               | Amichevole                                                             | -                                                                      |                                                                        |
| 13-11-1996                                                             | Curitiba                                                               | Brasile                                                                | 2 – 0                                                                  | Camerun                                                                | Amichevole                                                             | 1                                                                      |                                                                        |
| 18-12-1996                                                             | Manaus                                                                 | Brasile                                                                | 1 – 0                                                                  | Bosnia ed Erzegovina                                                   | Amichevole                                                             | -                                                                      | 73’                                                                    |
| 30-4-1997                                                              | Miami                                                                  | Brasile                                                                | 4 – 0                                                                  | Messico                                                                | Amichevole                                                             | -                                                                      | 86’                                                                    |
| 30-5-1997                                                              | Oslo                                                                   | Norvegia                                                               | 4 – 2                                                                  | Brasile                                                                | Amichevole                                                             | 1                                                                      |                                                                        |
| 3-6-1997                                                               | Lione                                                                  | Francia                                                                | 1 – 1                                                                  | Brasile                                                                | Torneo di Francia                                                      | -                                                                      | 72’                                                                    |
| 10-6-1997                                                              | Parigi                                                                 | Inghilterra                                                            | 0 – 1                                                                  | Brasile                                                                | Torneo di Francia                                                      | -                                                                      | 21’                                                                    |
| 13-6-1997                                                              | Santa Cruz de la Sierra                                                | Brasile                                                                | 5 – 0                                                                  | Costa Rica                                                             | Coppa America 1997 - 1º turno                                          | 1                                                                      | 62’                                                                    |
| 16-6-1997                                                              | Santa Cruz de la Sierra                                                | Brasile                                                                | 3 – 2                                                                  | Messico                                                                | Coppa America 1997 - 1º turno                                          | -                                                                      | 46’                                                                    |
| 26-6-1997                                                              | Santa Cruz de la Sierra                                                | Brasile                                                                | 7 – 0                                                                  | Perù                                                                   | Coppa America 1997 - Semifinale                                        | 1                                                                      | 69’                                                                    |
| 18-7-2000                                                              | Asunción                                                               | Paraguay                                                               | 2 – 1                                                                  | Brasile                                                                | Qual. Mondiali 2002                                                    | -                                                                      | 60’                                                                    |
| 15-8-2000                                                              | Santiago del Cile                                                      | Cile                                                                   | 3 – 0                                                                  | Brasile                                                                | Qual. Mondiali 2002                                                    | -                                                                      | 46’                                                                    |
| 6-2-2002                                                               | Riad                                                                   | Arabia Saudita                                                         | 0 – 1                                                                  | Brasile                                                                | Amichevole                                                             | 1                                                                      | 46’                                                                    |
| 27-3-2002                                                              | Fortaleza                                                              | Brasile                                                                | 1 – 0                                                                  | Jugoslavia                                                             | Amichevole                                                             | -                                                                      | 70’                                                                    |
| Totale                                                                 |                                                                        | Presenze                                                               | 14                                                                     |                                                                        | Reti                                                                   | 5                                                                      |                                                                        |

## Palmarès

### Club

#### Competizioni statali
- Taça Guanabara: 1

Flamengo: 1988, 1989
- Campionato Carioca: 1

Flamengo: 1991
- Taça Rio: 1

Flamengo: 1991
- Copa Rio: 1

Flamengo: 1991
- Campionato paulista: 1

Palmeiras: 1996

#### Competizioni nazionali
- Coppa del Brasile: 1

Flamengo: 1990
- Campionato brasiliano: 1

Flamengo: 1992
- Campionato spagnolo: 1

Deportivo: 1999-2000
- Supercoppa di Spagna: 2

Deportivo: 2000, 2002
- Coppa di Spagna: 1

Deportivo: 2001-2002
- Campionato austriaco: 1

Austria Vienna: 2002-2003
- Coppa d'Austria: 1

Austria Vienna: 2002-2003

### Nazionale
- Coppa America: 1

Bolivia 1997

### Individuale
- Bola de Ouro: 1

1996